# Kirche des Heiligen Nerses des Großen

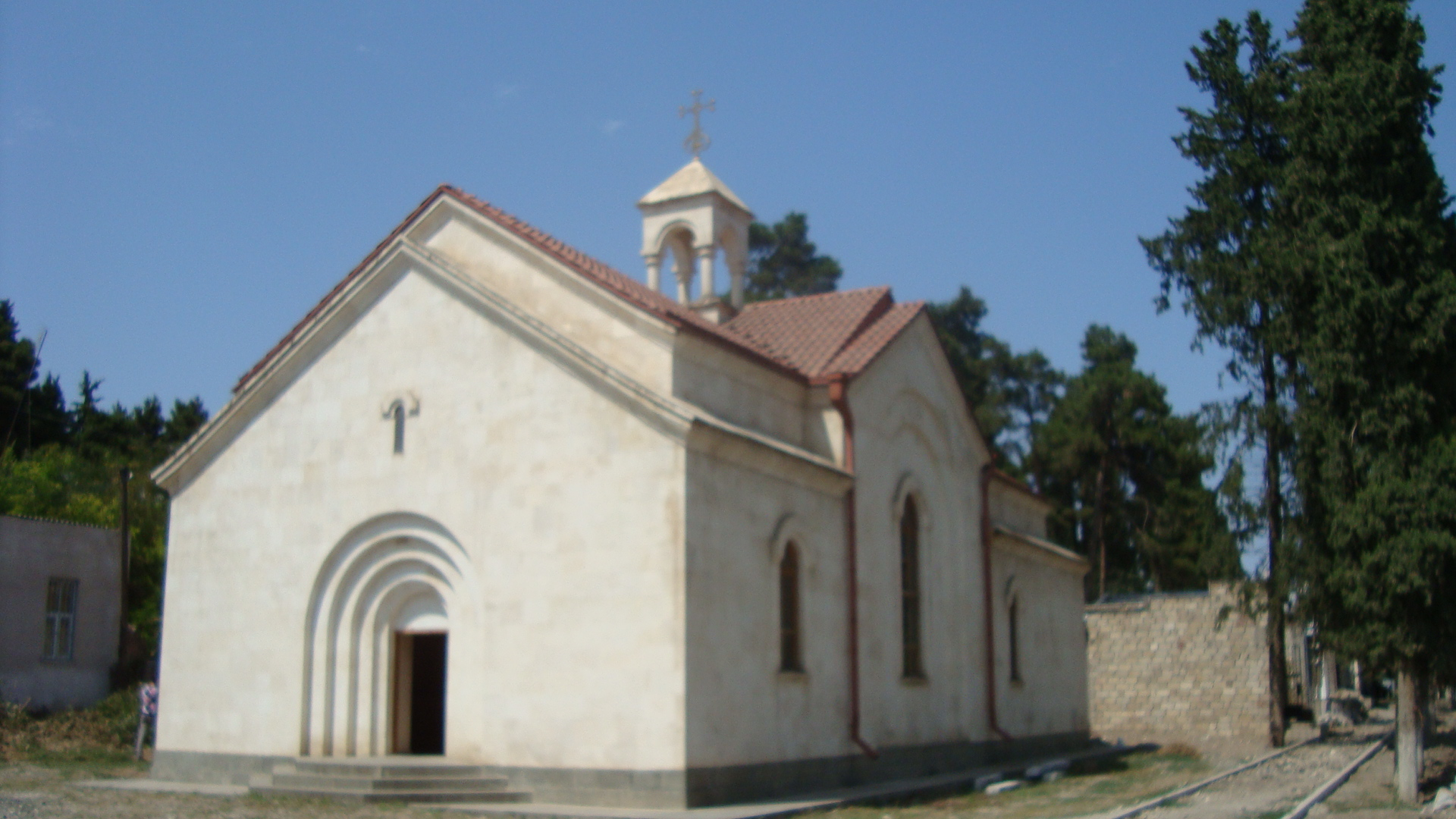
Kirche des Heiligen Nerses des Großen in Martuni

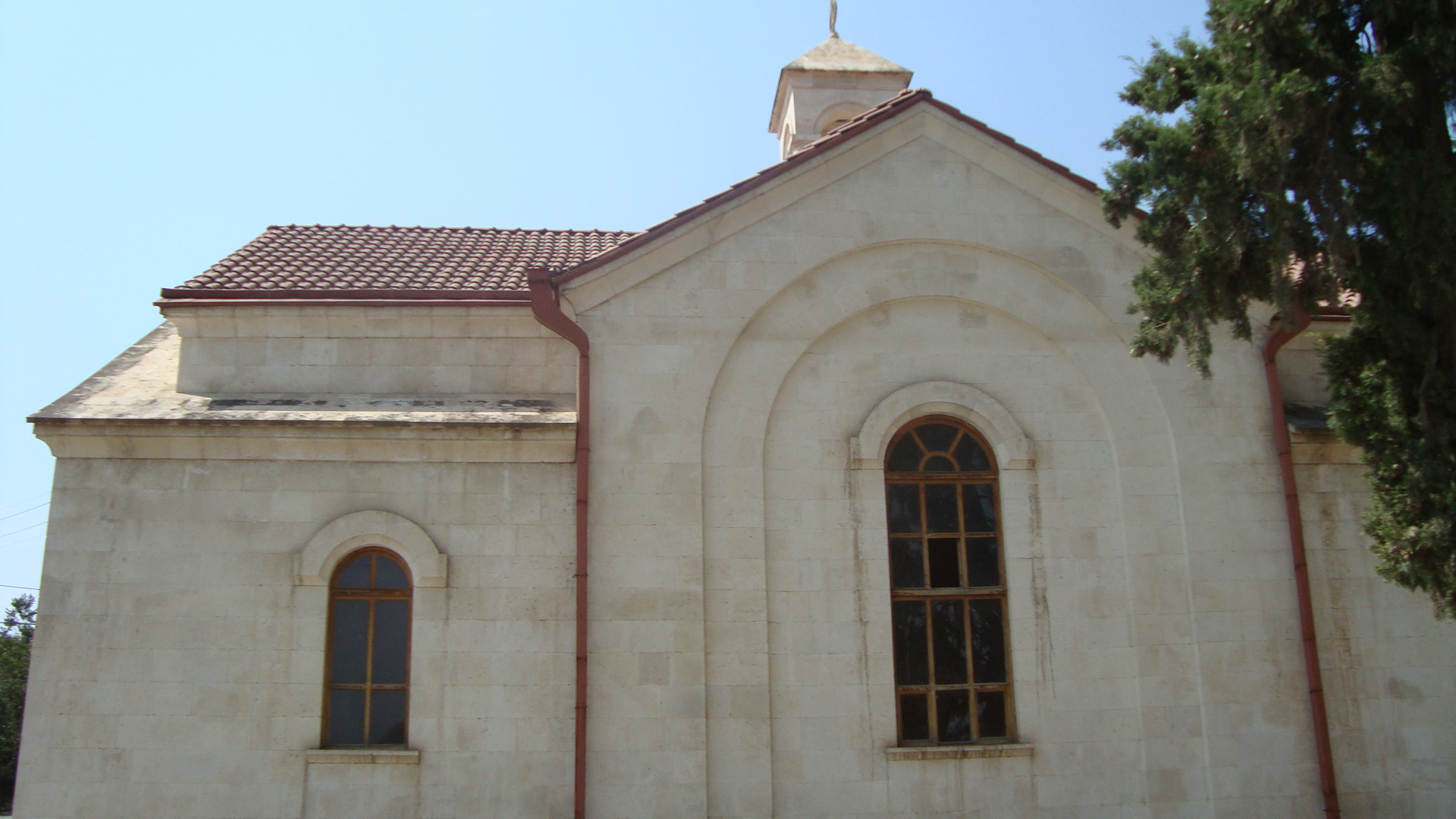
Kirche des Heiligen Nerses des Großen in Martuni

Die Kirche des Heiligen Nerses des Großen oder Surb Nerses Metz (armenisch Սուրբ Ներսես Մեծ եկեղեցի) ist eine armenische Kirche in Martuni in der Republik Arzach (Bergkarabach), die 2004 geweiht wurde. Sie gehört zum Bistum Arzach der Armenischen Apostolischen Kirche.

## Standort
Die Kirche des Heiligen Nerses des Großen in Martuni steht an der nordwestlichen Ecke der Freiheitskämpfer-Straße (Ազատամարտիկների փողոց; auch: „Straße des 12. Februar“) mit der Leonard-Petrosjan-Straße (Լեոնարդ Պետրոսյան փողոց), etwa 30 m östlich der Monte-Melkonian-Straße (Մոնթե Մելքոնյան փողոց). Gegenüber der Kirche geht von der Freiheitskämpfer-Straße in südöstlicher Richtung die Sayat-Nova-Straße (Սայաթ-Նովա փողոց) ab.

## Geschichte
Die Kirche des Heiligen Nerses des Großen in Martuni wurde 2004 fertiggestellt und dem Heiligen Nerses I. dem Großen (Surb Nerses Metz, Սուրբ Ներսես Մեծ) geweiht.

## Architektur
Die in südwestlich-nordöstlicher Richtung stehende Kirche St. Jakob in Martuni ist eine Kreuzkirche. Über der Vierung etwas südwestlich von der Mitte des Gebäudes steht eine kleine Kuppel auf vier Säulen mit einem vierseitigen Pyramidendach, auf dem ein Kreuz thront. Dem Satteldach des Hauptschiffes sitzt ein Monitor auf. Der Eingang der Kirche ist im Westen an der Petrosjan-Straße, der Altar im Nordosten.